# Akira Senju
Akira Senju (japonès: 千住明)  (Tòquio, 21 d'octubre de 1960) és un compositor, arranjador i director d'orquestra japonès.

## Biografia
Senju va estudiar composició a la Universitat Nacional de Belles Arts i Música de Tòquio i va rebre el seu màster amb honors. Entre 1994 i 2003, va produir sèries d'àlbums de portada Utahime per a la cantant japonesa Akina Nakamori amb més d'un milió de còpies venudes en total.
Entre els crèdits de la composició s'inclouen Mobile Suit Victory Gundam, Rampo, Yomigaeri, Red Garden, Nada Sōsō, Fūrin Kazan, Fullmetal Alchemist: Brotherhood, Tales of Vesperia: The First Strike, el revival d' Iron Chef del 2012 i la versió anime de Battery. Els crèdits de l'arranjament inclouen Hikari. Entre els crèdits d'actuació s'inclouen Handsome Boy, The Snow Queen (Yuki no Joou). El seu germà és Hiroshi Senju, el pintor de Nihonga. La seva germana menor és Mariko Senju, el violinista.

## Obres
- Mama wa Shōgaku 4 Nensei (1992)
- Chibi Maruko-chan: La meva cançó preferida (1992)
- Mobile Suit Victory Gundam (1993-1994)
- Rampo (1994)
- The Silent Service (1996–98)
- B't X (1996)
- Maduixa al pastís (2001)
- La princesa Arete (2001)
- Yomigaeri (2002)
- Tetsujin 28-go (2004)
- Suna no Utsuwa (2004)
- La reina de les neus (2005)
- Red Garden (2006-2007)
- Nada Sōsō (2006)
- Fūrin Kazan (2007)
- Fullmetal Alchemist: Brotherhood (2009-2010)
- Contes de Vesperia: la primera vaga (2009)
- Magic Tree House (2012)
- Valvrave the Liberator (2013)
- Bateria (2016)
- Tsuioku (2017)
- Estratègia del triangle (2021)